# Kameleon Lights
『Kameleon Lights』（カメレオン・ライツ）は、日本のロックバンド・go!go!vanillasが2016年2月10日にGetting Betterから発売した、メジャーでは2枚目、通算で3枚目のフルアルバムである。

## 概要
前作から約1年3ヶ月ぶりのフルアルバム。初回限定盤と通常盤の2形態でリリースされた。初回限定盤のCDにはボーナストラックとして「デッドマンズチェイス（Kameleon version）」が収録された。付属DVDには2015年12月3日に赤坂BLITZで開催された『COUNTER ACTION TOUR 2015』より全8曲のライブ映像が収録された。
ジャケット写真はタイトルの通り、全身がカラフルなカメレオンがあしらわれている。初回限定盤の表面にはカメレオンが型抜きされたカードが封入され、カードの下に隠されたアルバムブックレットの表紙にはアルバム曲数分のカメレオンをかたどった様々なビジュアルが描かれたアートワークとなっている。
タイトルに込められた意味について、牧は「カメレオンという動物は擬態していろんな背景に溶け込みますよね。今回のアルバムに入っている楽曲はそれぞれシチュエーションが別ものなんです。その人の生活で起こりうる様々な出来事を表現していて、それがスッと溶け込んでいく部分から名づけました。あとは、『カメレオン』の響きをアルバムタイトルに使うのは珍しくて面白いと思って」と語る。
本作は柳沢進太郎（ギター）加入後初のフルアルバムである。
2016年3月から5月にかけて、今作を引っ提げたライブツアー『Kameleon Lights Tour 2016』が開催された。

## 収録内容

### CD
| 全編曲: go!go!vanillas。 |                                              |                |                    |       |
| #                        | タイトル                                     | 作詞           | 作曲               | 時間  |
| 1.                       | 「ラバーズ」                                 | 牧達弥         | 牧達弥             | 03:11 |
| 2.                       | 「ニューゲーム」                             | 牧達弥         | 牧達弥             | 04:05 |
| 3.                       | 「スーパーワーカー」                         | 牧達弥         | 牧達弥             | 03:41 |
| 4.                       | 「バイリンガール」                           | 牧達弥         | 牧達弥             | 04:53 |
| 5.                       | 「ビートクラブ」                             | 牧達弥         | 牧達弥             | 03:39 |
| 6.                       | 「チルタイム」                               | 牧達弥         | 牧達弥             | 04:35 |
| 7.                       | 「セレモニー」                               | 牧達弥         | 牧達弥             | 04:10 |
| 8.                       | 「ツインズ」                                 | 牧達弥         | 牧達弥             | 04:14 |
| 9.                       | 「ヒートアイランド」                         | 牧達弥         | 牧達弥             | 04:09 |
| 10.                      | 「カウンターアクション」                     | 牧達弥         | 牧達弥             | 04:32 |
| 11.                      | 「ギフト」                                   | 牧達弥         | 牧達弥             | 04:01 |
| 12.                      | 「デッドマンズチェイス（Kameleon version）」 | go!go!vanillas | 長谷川プリティ敬祐 | 04:39 |
| 合計時間:                | 合計時間:                                    | 合計時間:      | 合計時間:          | 49:55 |

### 初回限定盤付属DVD
| #  | タイトル                       | 作詞 | 作曲・編曲 | 時間  |
| -- | ------------------------------ | ---- | ---------- | ----- |
| 1. | 「バイリンガール」             |      |            | 04:54 |
| 2. | 「セルバ」                     |      |            | 03:28 |
| 3. | 「ハイテンション」             |      |            | 03:16 |
| 4. | 「メリーメリーメリー」         |      |            | 03:44 |
| 5. | 「カウンターアクション」       |      |            | 05:08 |
| 6. | 「ティーンネイジャーズノイズ」 |      |            | 04:00 |
| 7. | 「ライクアマウンテン」         |      |            | 04:21 |
| 8. | 「マジック」                   |      |            | 04:09 |

## 楽曲解説
1. ラバーズ
2. ニューゲーム
  - 『COUNTER ACTION TOUR 2015』でアルバムのリリースに先駆け初披露された。
3. スーパーワーカー
  - 今作のリード曲[4]。
  - 『COUNTER ACTION TOUR 2015』でアルバムのリリースに先駆け初披露された。
  - この曲について牧は、「通勤や通学の電車の中で聴きたくなってくれる曲だと思います。僕も満員電車がイヤで、ヘッドホンして音楽を聴いていたりするんですけど、ライヴのような非日常を日常生活で感じてもらって、少しでも気が晴れて仕事や勉強に活かしてくれればすごくいいなって。今回は聴く人を制限することなく、色んな人に聴いて欲しいんです。若い人だけでなく世代を越えて、“これいいじゃん！”と思ってもらえるものを作っている自信があるし、僕らの音楽を若者文化で終わらせたくないというのが理想です。」と発言している[12]。
4. バイリンガール
  - 1stシングルの表題曲。
5. ビートクラブ
  - 「思い切り楽しんだ後に、ふと我に帰る瞬間」が、6曲目の「チルタイム」とセットで表現されている[9]。
6. チルタイム
  - 「思い切り楽しんだ後に、ふと我に帰る瞬間」が、5曲目の「ビートクラブ」とセットで表現されている[9]。
7. セレモニー
  - 「子供が生まれること」について歌った曲[12]。
8. ツインズ
  - 「結婚」について歌った曲[12]。
9. ヒートアイランド
  - 「お祭り」がテーマの楽曲。そのため、曲中では日本の祭りで使われるリズムと海外の裏打ちのリズムが交互に用いられている[9]。
  - 牧曰く、「アルバムの曲が予定どおり順調に完成していく中で、このままいったら優等生すぎるアルバムになってしまうと感じていた。ロックはやっぱり驚かせるものだから、敢えてぶっ壊れた曲を作った。」とのこと[9]。
10. カウンターアクション
  - 2ndシングルの表題曲。
11. ギフト
  - この曲について牧は、「これはもうお客さんに対してでしかないですよね。いまワンマンも1,000人を超える場所でやれるようになってきて、ライブに来てくれる人には直接「ありがとう」が言えるけど。なかには僕らの音楽を好きだけど、いろんな理由でライブに来られない人もいると思うんです。そういう人たちにも「ありがとう」を感じてほしくて作った曲です。」と発言している[13]。
12. デッドマンズチェイス（Kameleon version）
  - 2ndシングルの収録曲の「デッドマンズチェイス」のリアレンジバージョン。原曲では牧とプリティの2人のみによる歌唱だったが、このバージョンでは歌詞をつけ足し、柳沢とセイヤの歌唱パートが追加されている。近年ライブで披露されているのはこのバージョン。

## 収録映像解説

### 初回限定盤付属DVD
「COUNTER ACTION TOUR 2015 Tokyo Akasaka Blitz 2015.12.03」
1. バイリンガール
2. セルバ
3. ハイテンション
4. メリーメリーメリー
5. カウンターアクション
6. ティーンネイジャーズノイズ
7. ライクアマウンテン
8. マジック

## 参加ミュージシャン
go!go!vanillas
- 牧達弥（ボーカル・ギター）
- 柳沢進太郎（ギター・ボーカル）
- 長谷川プリティ敬祐（ベース）
- ジェットセイヤ（ドラムス）

## タイアップ
| 使用年 | 曲名         | タイアップ                                                                       |
| ------ | ------------ | -------------------------------------------------------------------------------- |
| 2016年 | ニューゲーム | TOKYO FM『SCHOOL OF LOCK!』とロッテとのコラボ菓子『トッパ（Toppa）』テーマソング |

## ライブ映像作品
シングル曲については各作品の項目を参照
ラバーズ
- おはようカルチャー（完全限定生産盤）

ニューゲーム
- おはようカルチャー（完全限定生産盤）

スーパーワーカー
- おはようカルチャー（完全限定生産盤）

チルタイム
- おはようカルチャー（完全限定生産盤）

セレモニー
- PANDORA（完全限定生産盤）

ツインズ
- 平成ペイン（完全限定生産盤）

ヒートアイランド
- おはようカルチャー（完全限定生産盤）
- THE WORLD（完全限定生産盤）
- FLOWERS（完全限定生産盤）

ギフト
- おはようカルチャー（完全限定生産盤）
- 平成ペイン（完全限定生産盤）
- THE WORLD（完全限定生産盤）
- 1st LIVE FILM -AMAZING BUDOKAN 2020-
- 青いの。（完全限定生産盤）